# Fronte di Partecipazione dell'Iran Islamico
Il Fronte di partecipazione dell'Iran islamico (in inglese: Islamic Iran Participation Front; in iraniano: Nehzat-e Azadi-e Iran) è un partito politico iraniano. È stato fondato nel 1998.